# Laura Zanazza
Laura Zanazza (Angera, 29 luglio 1982) è una nuotatrice artistica italiana.

## Biografia
Nata ad Angera, in provincia di Varese, nel 1982, ha iniziato a praticare il nuoto sincronizzato all'età di 6 anni.
A 20 anni ha vinto la medaglia di bronzo nella gara a squadre agli Europei di Berlino 2002, chiudendo dietro a Russia e Spagna. Agli Europei di Madrid 2004 ha invece ottenuto un altro bronzo nella gara a squadre, sempre dietro a Russia e Spagna, ma soprattutto l'argento nel combinato a squadre, dietro alla sola Spagna.
A 22 anni ha partecipato ai Giochi olimpici di Atene 2004, nella gara a squadre con Cirulli, Fiorentini, Paccagnella, Plaisant, Savoia, Spaziani, Stefanelli e Zaffalon, arrivando al 7º posto, con 94.084 punti (46.834 nel tecnico e 47.250 nel libero).
Dopo il ritiro si è laureata in Scienze motorie, specializzandosi come personal trainer e diventando prima allenatrice della Rari Nantes Legnano e poi responsabile di una piscina a Castano Primo.

## Palmarès

### Campionati europei
- 3 medaglie:
  - 1 argento (Combinato a squadre a Madrid 2004)
  - 2 bronzi (Gara a squadre a Berlino 2002, gara a squadre a Madrid 2004)